# Arakawa
Arakawa-bydistriktet (荒川区 Arakawa-ku, "Øde flod") er et bydistrikt i Tokyo i Japan. Det er et af de 23 specielle bydistrikter, der tilsammen udgør Tokyos historiske bykerne. Distriktet ligger nord for Tokyos centrum og har 217.891 (2021) indbyggere. Distriktet har sit navn fra Arakawa-floden, til trods for at Arakawa-floden ikke løber igennem eller op til distriktet. 
Arakawa har venskabsby-relationer med Donaustadt i Wien, Corvallis i USA og ni japanske byer.
Pr. 1. april 2011 havde bydistriktet et befolkningstal på 205.263, der var 95.665 husstande og befolkningstætheden var 20.123,82 personer per km². Arealet er 10,20 km².
Arakawa Nature Park ligger i Arakawa

## Geografi
Arakawa ligger i det nordøstlige Tokyo. Formen er lang og smal, fra vest til øst. Sumida-floden former den nordlige grænse.
Distriktet er omkranset af fem andre bydistrikter. Mod nord ligger Adachi; mod vest findes Kita; mod sydvest Bunkyou. Mod syd ligger Taitou og mod sydøst ligger Sumida.

## Historie
Området bestod primært af landbrug i Edo-perioden. I 1651 blev Kozukappara, som var Tokugawas største henrettelsesplads opført (i dag ved siden af Minami-Senju station). I begyndelsen af Meiji-perioden blev området industrialiseret, og fabrikker blev bygget langs vandet.
I 1932 blev det et af Tokyo Bys 35 distrikter. Det nuværende bydistrikt er etableret 15. marts 1947.

## Nærområder
- Machiya
- Arakawa
- Nishi Ogu
- Nishi Nippori
- Higashi Ogu
- Higashi Nippori
- Minami Senju